# Charles Bugbee
Charles G. Bugbee (* 29. August 1887 in Stratford; † 18. Oktober 1959 in Edgware) war ein britischer Wasserballspieler.
Bugbee nahm an den Olympischen Spielen 1912 in Stockholm und 1920 in Antwerpen teil, wo er beides Mal mit der englischen Nationalmannschaft die Goldmedaille gewinnen konnte. In Stockholm gewann man die Spiele in der Finalrunde mit 8:0 gegen Österreich und 6:3 gegen Schweden, die letztlich Zweiter wurden.
In Antwerpen wurde ein KO-Turnier ausgerichtet, in dessen Finale Bugbee mit der englischen Mannschaft die Belgische mit 3:2 besiegen konnte. Nach dem Gewinn der zwei Goldmedaillen nahm Bugbee, der in London als Polizist tätig war, an den Olympischen Spielen 1924 in Paris nochmals teil, schied aber mit einem 6:7 nach drei Verlängerungen gegen Ungarn bereits in der ersten Runde aus.

## Weblink
- Charles Bugbee in der Datenbank von Olympedia.org (englisch)

| Personendaten    | Personendaten                |
| ---------------- | ---------------------------- |
| NAME             | Bugbee, Charles              |
| ALTERNATIVNAMEN  | Bugbee, Charles G.           |
| KURZBESCHREIBUNG | britischer Wasserballspieler |
| GEBURTSDATUM     | 29. August 1887              |
| GEBURTSORT       | Stratford (London)           |
| STERBEDATUM      | 18. Oktober 1959             |
| STERBEORT        | Edgware                      |